# Майкл Черні
Майкл Черні (англ. Michael Czerny; нар. 18 липня 1946, Брно) — канадський церковний діяч, єзуїт, архиєпископ, кардинал-диякон з 2019 року, префект Дикастерії Служіння цілісному людському розвиткові з 2022 року.

## Життєпис
Народився 18 липня 1946 року в чехословацькому місті Брно. У віці двох років, у 1948 році, разом із сім'єю емігрував до Канади. У 1963 році вступив до Товариства Ісуса і був висвячений на священника 9 червня 1973 року Томасом Фултоном, єпископом-помічником Торонто. У 1978 році в Чиказькому університеті отримав ступінь доктора міждисциплінарних наук.
У 1979 році заснував єзуїтський Центр віри та соціальної справедливості в Торонто і в 1979—1989 роках був його директором. У 1991 році переїхав до Сальвадору, де після вбивств єзуїтів під час громадянської війни став проректором Центральноамериканського університету, одночасно обіймаючи посаду директора Інституту прав людини цього ж університету. У 1992—2002 роках о. Майкл Черні був секретарем у справах Соціальної справедливості в курії ордену єзуїтів, водночас запроваджуючи в африканських державах програму з боротьби з ВІЛ і СНІД (African Jesuit AIDS Network, AJAN). З 2005 року був викладачем Католицького університету Західної Африки в Найробі. У 2009 році Папа Бенедикт XVI призначив його аудитором Другої спеціальної асамблеї Синоду єпископів у справах Африки.
У 2010 році Папа Римський Бенедикт XVI призначив його консультором Папської ради справедливості та миру. 14 грудня 2016 року Папа Франциск призначив його підсекретарем Дикастерії Служіння цілісному людському розвиткові. Рішення набрало законної сили 1 січня 2017 року.
1 вересня 2019 року під час молитви «Ангел Господній» Папа Франциск оголосив про іменування отця Майкла Черні кардиналом. 23 вересня 2019 року Папа призначив його титулярним архиєпископом Беневенту. Висвячений на єпископа 4 жовтня 2019 року в базиліці Святого Петра у Ватикані. Головним святителем був Папа Франциск, а співсвятителями — кардинали П'єтро Паролін, державний секретар Святого Престолу і Пітер Тарксон, префект Дикастерії Служіння цілісному людському розвиткові. Єпископським девізом він обрав слово «Suscipe» (Прийми). 5 жовтня 2019 року на консисторії Папа Франциск проголосив його кардиналом-дияконом, а як титулярну церкву передав йому храм Сан-Мікеле-Арканджело.
23 грудня 2021 року Папа Франциск доручив кардиналу Майклу Черні тимчасове керівництво Дикастерією Служіння цілісному людському розвиткові. Служіння на посаді префекта цієї дикастерії розпочав 1 січня 2022 року, а 23 квітня 2022 року призначий префектом напостійно.
У березні 2022 року у відповідь на вторгнення Росії в Україну Папа Римський Франциск надіслав з гуманітарною допомогою в Україну кардинала Майкла Черні та папського елемозинарія кардинала Конрада Краєвського. Місія, яка включала кілька поїздок, вважалася надзвичайним кроком ватиканської дипломатії.